# 기노네
기노네(일본어: 木の根)는 일본 지바현 나리타시에 있는 오아자이다. 2017년 10월 31일 기준 이 지역의 인구는 2명이다. 우편번호는 나리타 국제공항 부지 내의 경우 282-0005, 그 외 기타 부지의 경우 282-0105이다.

## 지리
나리타시 동남부에 있으며 도야마 지구에 속한다. 주변의 오아자로는 후루고메, 가야마신덴, 히시다(산부군 시바야마정 소재), 산리즈카, 덴나미와 인접해 있다.
기노네를 남북으로 해서 시바야마 철도가 지나가지만 정차하는 역은 없다.
동쪽 끄트머리 일부를 제외한 대부분의 지역이 나리타 국제공항(구 명칭 신도쿄 국제공항) 부지 내에 있으며 유도로 등의 공항 시설이 설치되어 있다.

## 역사
태평양 전쟁 이전 기노네를 포함한 지바현 북부는 《속일본기》에 기록된 “율령국정 목지 방우마"(令諸国定 牧地 放牛馬, 율령국에서 소와 말을 사육하기 위한 목지로 지정됨)로서 700년(몬무 4년)부터 쭉 말의 목용지로 알려졌으며, 겐페이 합전 때 동국의 겐지에게 군마를 공급했다. 에도 시대 때는 코가네 5목과 사쿠라 7목이 설치되어 군마 사육생산이 이루어졌다.
20세기에 들어 식산흥업을 추진한 메이지 정부는 사쿠라 7목 중 하나였던 톳코목에 근대 목축의 상징인 양모 자급을 위한 목양장을 설치했다. 이 목양장이 이후 궁내청 시모후사 어료목장(이하 어료목장)이 된다. 또한 산리즈카 시가지의 시민채소밭도 같이 소재했다.
제2차 세계 대전 패전 직후인 1946년, 일본의 전후 농지 개척 사업의 일환으로 어료목장 부지 중 약 1,000 정보가 농지로 개방되었고, 현유림의 일부였던 토지가 매각되면서 이주가 시작되었다. 이 때 오가와 메이지(훗날 산리즈카 시바야마 연합공항반대동맹 부위원장이 됨)가 이끄는 히시다 출신을 중심으로 한 "산리즈카 제1개척조합"이 정착하여 기노네 제2원, 기노네 제3원에서 개척이 이루어졌다. 목장 부지로 남은 부지는 기노네 제1원이 되었다.
이후 신도쿄 국제공항 건설이 결정되자 산리즈카 투쟁(나리타 공항 문제)이 발생했다. 단결소옥도 세워졌고 투쟁 당시 기노네 단결소옥 철거 사건도 발생했다. 현재도 이 기노네 단결소옥은 흔적이 남아 있으며 시바야마 철도선과 지바현도·이바라키현도 제44호선 나리타오미가와카시마코선가 이 부지를 우회하는 형태로 세워져 있다.
공항 공사 당시 조몬 시대 토기가 출토되었으며 당시 일본에서 가장 오래된 삼각형 모양 토우도 출토되었다. 해당 유물은 지바현 유형문화재로 지정되어 현재도 간토 지방에서 가장 오래된 유물로 알려져 있다.
투쟁과 공항이 건설된 이후 1990년 처음으로 과거에 있었던 사건을 사과한 운수대신 에토 다카미가 나리타 현지에서 아쓰타파와 대화한 것을 계기로 1991년부터 1993년까지 합의 형성의 장인 나리타 공항 문제 심포지엄과 나리타 공항 문제 원탁회의가 개최되었다. 정부와 주민 간 협의회의가 열린 가운데 정부 측과 반대파 측의 계속된 엇갈림의 이유에 대한 논의가 이루어졌고 운수성에서는 "공항 위치를 결정하기 전에 현지의 의견이 충분히 모아지도록 하지 않은 것은 정부의 노력부족이며 깊이 반성하고 있다"라고 말했으며 공항공단에서는 "공항 건설을 서두른 결과 지역사회에 혼란과 깊은 상처를 남겼다", "지역 의견 조성은 20여년 전에 진작에 했어야 했다"라고 각각 사과하였다.
이런 노력 결과 1995년 당시 내각총리대신이었던 무라야마 도미이치가 반대동맹에 행한 일에 사죄함과 동시에 정부, 관료, 공항공단의 과거의 잘못을 인정하였으며 공항 동쪽 주민에 대한 보상으로 시바야마 철도선 건설을 약속하면서 기노네 지구 거주자가 집단 이주에 합의하였다.

## 교통
도로의 경우 지바현도·이바라키현도 제44호선 나리타오미가와카시마코선(고스케, 돗코 방향)이 지난다.
철도의 경우 동일본여객철도의 나리타선, 게이세이 전철, 게이세이 나리타 공항선이 지나며 나리타 공항역 역사의 극히 일부가 기노네에 걸쳐 있다.

## 인구
2017년 10월 31일 기준 기노네의 인구는 다음과 같다.
| 오아자 | 세대  | 인구 |
| ------ | ----- | ---- |
| 기노네 | 2세대 | 2명  |

## 교육
기노네 지역은 명목상 소학교의 경우 나리타시립 산리즈카 소학교에, 중학교의 경우 나리타시립 도야마 중학교에 학군에 속해 학교를 다니게 된다.

## 같이 보기
- 산리즈카
- 나리타 공항 문제